# Монархически и аристократични титли
Традиционните рангове сред европейските монарси и аристокрация произлизат от късната Античност и Средните векове. Въпреки че варират през времето и спрямо географското положение, следният списък дава информация за общите рангове и специфичните разлики.

## Рангове и титли

### Суверени
- Общо използвани титли
  - Император, управлява империя.
  - Крал, управлява кралство (суверенните крале са с по-висок ранг от васалните крале)
  - Дук или Херцог, управлява херцогство, основни единици на Германската и Свещената Римска империи.
  - Принц или Княз, управлява княжество
  - Султан, арабска титла, управлява султанат
  - Емир, арабска титла, управлява емират

- специфични за една или няколко монархии
  - Папа управлява Римокатолическата църква и суверенната държава Ватикан
  - Цар в България, Русия, Сърбия и Хърватия, произлиза от Цезар равностойна на Император; в последно време все повече се приравнява грешно като алтернативна на Крал
  - Махараджа, в Индия и Непал, произлиза от „Маха“, представка означаваща най-високият, и „Раджа“ – крал, титлата е равностойна на Император.
  - Шах, равностойна на Император.
  - Кавхан, Заместник на Хана, избиран от народа.
  - Халиф, управлява халифат, ислямска титла. Носителят на титлата е едновременно религиозен и светски водач.
  - Раджа, в Индия и Непал равностойна на Крал.
  - Шах, в Иран (Персия), крал, често замества Шаханшах (Император).
  - Хан (монголска титла) управлява ханство.
  - Хаган (сиенбейска титла) управлява хаганат
  - Ерцхерцог, преди 1806 е титлата на ерцхерцогство Австрия.
  - Велик херцог, Велик дук, управлява велико херцогство
  - Велик княз, титла използвана предимно в средновековните Руски княжества като титла от най-високо равнище
  - Велик жупан, титла използвана предимно в Сърбия, Хърватия и България.
  - Висш крал, използвана в галската култура за определяне на един крал който управлява останалите.

### Благороднически титли
- - Ерцхерцог, управлява ерцхерцогство; като суверенен управител се използва само в Австрия; използва се и от Хабсбургите в Свещената Римска империя за членове на имперското семейство
  - Дук, Херцог, управлява херцогство.
  - Принц, Княз; младши членове на монархическите семейства.
  - Инфант, титла за младшите членове на монархическите семейства в Португалия и Испания. Равносилно на принц.
  - Електор ранг в Свещената Римска империя; Всеки от висшите аристократи има глас в качеството на електор. Съвкупността от електори избира император на Свещената Римска империя.
  - Маркиз управлява маркизат. Титла характерна за Франция и Италия. Аналогът в Германия е маркграф
  - Ландграф, немска титла, граф който управлява ландграфство
  - Граф, Конт, Ърл управлява графство;
  - Виконт (вице граф, вице конт) управлява виконтство
  - Фрайхер носител на алодиално баронство – по-високо ниво от барон
  - Барон, управлява баронство.

### Почетни титли и обръщения на аристокрация
- - Баронет  - почетна титла, съществуваща в средновековна Англия. Давала се е на дворяни.
  - Видам, нисш френски аристократ
  - Идалго нисш испански или португалски аристократ
  - Сеньор  - обръщение от васал, спрямо неговия господар. Това обръщение съществува най-вече във Франция и Испания.
  - Рицар основна титла на средновековната аристокрация
  - Йонкер титла за престижни холандски фамилии които не получават титла.